# São Lourenço (distrito)
São Lourençoé um distrito do município brasileiro de Cianorte, no estado do Paraná.